# Xiamen Cross Strait Financial Centre
El Centro Financiero de Xiamen Cross Strait es un rascacielos en Xiamen en China. El trabajo comenzó en 1996 después de un largo descanso. Luego alcanzará un máximo de 343 metros para 68 pisos, convirtiéndose en el rascacielos más alto de la ciudad. Está ubicado al lado del Xiamen International Centre Hotel Tower.